# 小叶橐吾
小叶橐吾（学名：Ligularia parvifolia）为菊科橐吾属的植物，是中国的特有植物。分布在中国大陆的云南等地，生长于海拔1,900米至2,300米的地区，多生长在水边及沼泽，目前尚未由人工引种栽培。